# Nathaniel Johnson

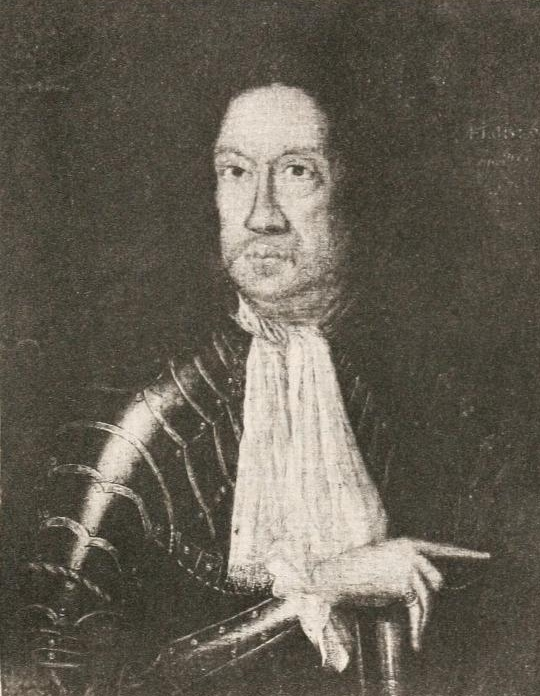
Nathaniel Johnson

Nathaniel Johnson (* 7. April 1644 in der Nähe von Kibbelsworth, in der Grafschaft County Durham, England; † 1. Juli 1712 auf der Silk Hope Plantation im Berkeley County, im späteren US-Bundesstaat South Carolina) war ein englischer bzw. britischer Politiker und Kolonialgouverneur.

## Leben
Johnson war ein Sohn von William Johnson und dessen Frau Margaret Sherwood. Er war zunächst als Händler im Ostseehandel tätig. Zwischenzeitlich diente er auch in der englischen Armee. Zwischen 1680 und 1689 gehörte er dem Unterhaus an, wo er den Bezirk Newcastle-upon-Tyne vertrat. Seit 1686 war er zudem Kolonialgouverneur der Antillen. Im Jahr 1689 gab er im Zuge der Glorious Revolution und des Thronwechsels in England sein Abgeordnetenmandat auf und zog in die ebenfalls englische Kolonie Province of Carolina, wo er die Silk Hope Plantation bewirtschaftete. Er wollte zunächst Seide anbauen, womit sich die Namensgebung der Plantage erklärt. Dieser Versuch misslang und er stellte auf den Anbau von Reis um, was zu größerem Erfolg führte. Es gab damals Gerüchte, wonach er in jenen Jahren gegen die neue Regierung in London zu Gunsten des abgesetzten Königs Jakob II. intrigiert habe. Beweisbar war aber nichts. Im Jahr 1702 leistete er den Treueeid auf die neue Königin Anne.
In der Province of Carolina wurde er Mitglied der politisch starken Gruppierung der Goose Creek Men. Nach einem gescheiterten Feldzug gegen die Spanische Kolonie Florida musste der damalige Gouverneur der Kolonie James Moore im März 1703 zurücktreten. Anschließend wurde Nathaniel Johnson zu dessen Nachfolger bestimmt. Dieses Amt bekleidete er bis zum 26. November 1709. Diese Zeit war von den Ereignissen des sogenannten Queen Anne’s Wars überschattet. Im Jahr 1704 kam es zu einem von Johnsons Vorgänger Moore geführten englischen Angriff auf das westliche Florida. In diesem Zusammenhang kam es zu dem sogenannten Apalachee Massaker, bei dem englische Truppen den Stamm der Apalachee, der mit den Spaniern verbündet war, und dort befindliche Mönche angriffen. Einige der Apalachees wurden getötet, andere wurden gefangen genommen und in die Sklaverei verkauft. Anderen gelang vorübergehend die Flucht in den Westen. Der Stamm der Apalachees wurde durch diesen Angriff praktisch aus der Region vertrieben. In England und in Carolina wurde dieses Ereignis als großer Sieg gefeiert. Darüber hinaus festigten sich dadurch die Beziehungen zwischen den verbliebenen Indianerstämmen, vor allem der Cherokee und der Creek zu den englischen Kolonien. Das stärkte längerfristig die allgemeine englisch-britische Position im Süden der amerikanischen Ostküste gegen die Spanier und Franzosen, die ihrer indianischen Verbündeten beraubt waren. Im Jahr 1706 leitete Gouverneur Johnson die erfolgreiche Verteidigung von South Carolina gegen französisch-spanische Angriffe. Im Innern der Kolonie reformierte Johnson unter anderem das Verwaltungssystem und er setzte sich für die Church of England ein, deren Mitglieder es zukünftig exklusiv vorbehalten sein sollte in das koloniale Parlament gewählt zu werden. Anhänger anderer religiösen Gruppierungen waren nach den neuen Vorschriften nicht mehr wählbar. Diese und andere Maßnahmen lösten einen Proteststurm aus, der zu inneren Unruhen führte. Letztlich wurden Teile der umstrittenen Gesetze verabschiedet. Sie blieben dann bis zum Ende der britischen Kolonialzeit in Kraft. Im Jahr 1709 schied er aus dem Amt des Gouverneurs aus. Er lebte anschließend auf seiner Plantage, wo er am 1. Juli 1712 verstarb. Sein Sohn Robert sollte später Kolonialgouverneur in der Kolonie South Carolina werden und seine Tochter Ann heiratete Thomas Broughton einen zukünftigen Kolonialgouverneur in South Carolina.